# Forte di São João Baptista de Ajudá
Il forte di São João Baptista de Ajudá (in portoghese fortaleza de São João Batista de Ajudá; in francese fort portugais de Ouidah) è un piccolo forte restaurato situato ad Ouidah, in Benin. Costruito nel 1721, fu l'ultimo dei tre forti di questa città della Costa degli Schiavi edificati dagli Europei per sfruttare la tratta atlantica. Dall'inizio del XIX secolo, in seguito all'abolizione della tratta degli schiavi, il forte portoghese rimase sostanzialmente abbandonato, per poi essere permanentemente rioccupato nel 1865.
Alla nascita – avvenuta negli anni 1890 – del Dahomey francese, le autorità coloniali riconobbero la sovranità portoghese sul forte. Lo stesso fu presidiato fino al 1911 da un piccolo distaccamento di truppe dislocato da São Tomé e Príncipe; in seguito fu abitato unicamente dal "residente" (portoghese, in italiano governatore), dal suo assistente e dalle rispettive famiglie. Il Portogallo mantenne la propria sovranità sulla minuscola enclave interamente circondata dal Dahomey francese fino al sequestro attuato dalle autorità della neonata Repubblica del Dahomey nell'agosto 1961. La particolarità dell'enclave le permise di acquisire notorietà internazionale.
L'edizione del 1958 del Guinness dei primati riportava: "La colonia più piccola del mondo è l'enclave portoghese nel territorio francese dell'Africa occidentale del Dahomey, costituita dal Forte di San Giovanni Battista (São João Baptista de Ajudá). Questa è stata occupata dal 1680 ed è presidiata da un ufficiale e pochi uomini.".

## Storia
La storia del forte è legata a quella della tratta atlantica degli schiavi africani.

### Contesto
Nel 1637 gli Olandesi catturarono il Castello di Elmina e fecero lo stesso con altri forti e fattorie lungo la Costa d'Oro negli anni successivi, lasciando i Portoghesi senza alcun insediamento affacciato sul Golfo di Guinea; con il ripristino della pace gli Olandesi presero a richiedere ai capitani di navi portoghesi che desideravano commerciare nell'area l'ottenimento di un permesso, imponendo una tassa del 10% su ogni carico. Di conseguenza nel tardo XVII secolo il Regno di Portogallo e le autorità coloniali in Brasile e São Tomé e Príncipe pianificarono la costruzione di una fattoria nella Costa degli Schiavi, per fornire manodopera alle piantagioni di zucchero e tabacco in rapido sviluppo nell'area di Salvador in Brasile.

### Edificazione

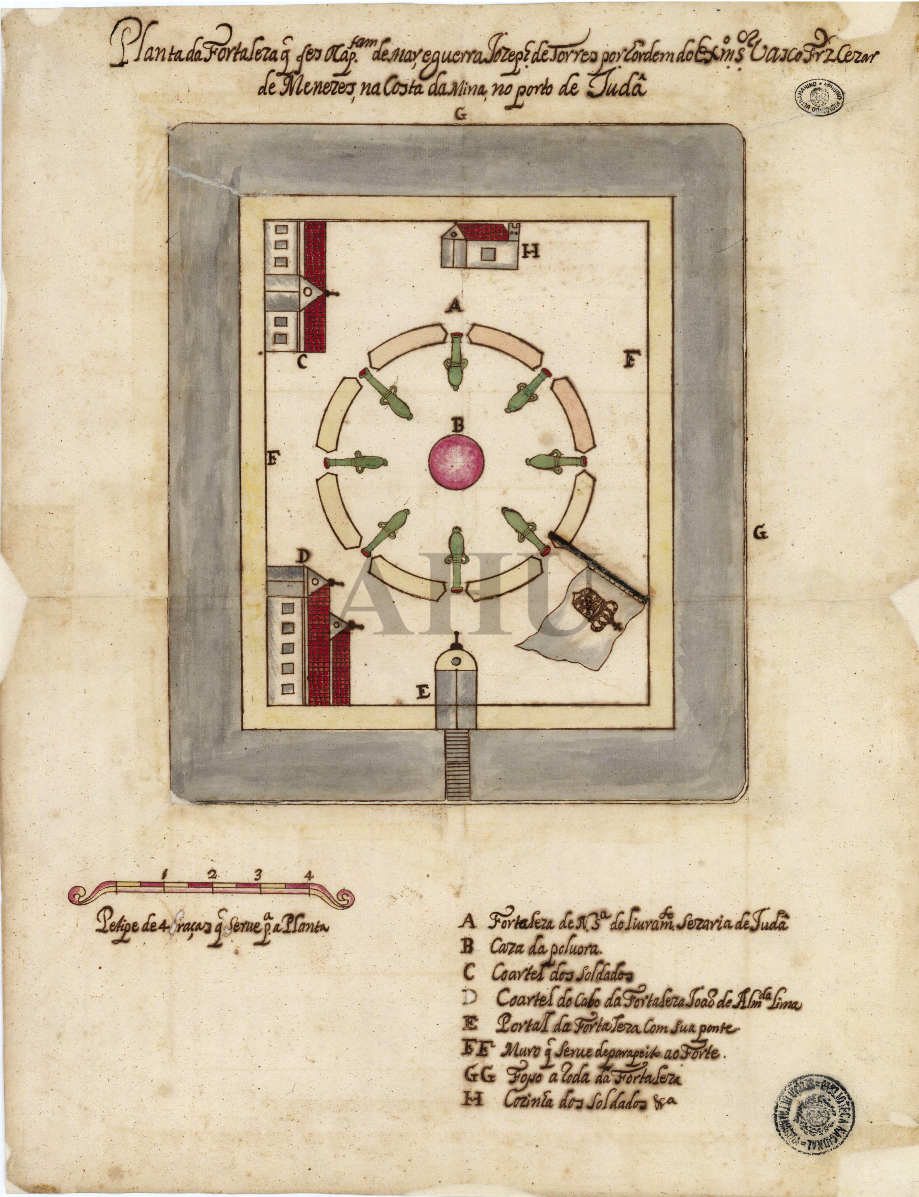
Progetto del forte del 1721.

Nel 1680 Julian de Campo Barreto, già governatore di São Tomé e Príncipe, acquistò il castello di Osu nella Costa d'Oro danese, ma a seguito di un ammutinamento della guarnigione venne espulso ed il forte fu rivenduto ai Danesi.
Nello stesso 1680 il principe reggente Pietro II del Portogallo fece salpare due navi per costruire una fortezza sulla Costa degli Schiavi e "permettere il commercio ai Portoghesi": pur essendovi evidenze documentali in merito alle imbarcazioni ed ai loro comandanti, non vi è prova che sia avvenuta la costruzione di un forte. Nel 1698, quando il re del Whydah comunicò al Portogallo la sua disponibilità a costruire un forte sul suo territorio nella Costa degli Schiavi, il viceré del Brasile venne incaricato di valutare l'effettiva opportunità commerciale della costruzione. Il piano fu abbandonato perché i commercianti di Salvador de Bahia richiesero alcuni privilegi, incluso il monopolio sulla tratta per dodici anni.
L'arrivo nel 1721 del nuovo viceré Vasco Fernandes César de Menezes permise ai mercanti e navigatori di Salvador de Bahia di raggiungere i propri scopi. Il capitano che fece da portavoce ai mercanti, José Torres, era un esperto della tratta degli schiavi e propose la costruzione di un forte ad Ouidah. Torres offrì inoltre di occuparsi a proprie spese del trasporto del materiale da costruzione – utilizzando le proprie navi – ed in generale di occuparsi della costruzione.
Già nel 1671 i Francesi avevano stabilito una fattoria di ridotte dimensioni nell'area e nel 1704 la sostituirono con un forte dietro il permesso del re del Wydah; la Royal African Company britannica aveva fatto lo stesso nel 1692. Al viceré era nota la presenza degli altri due forti e decise celermente di procedere, incaricando José Torres della costruzione senza aver ancora ottenuto l'autorizzazione dal Portogallo. Josè Torres partì quindi per Ouidah nel luglio 1721 ed a breve tempo dal suo arrivo gli schiavi di re Haffon del Wydah costruirono il forte nel punto da lui prescelto, sito poche centinaia di metri a est del forte inglese.

### Caratteristiche

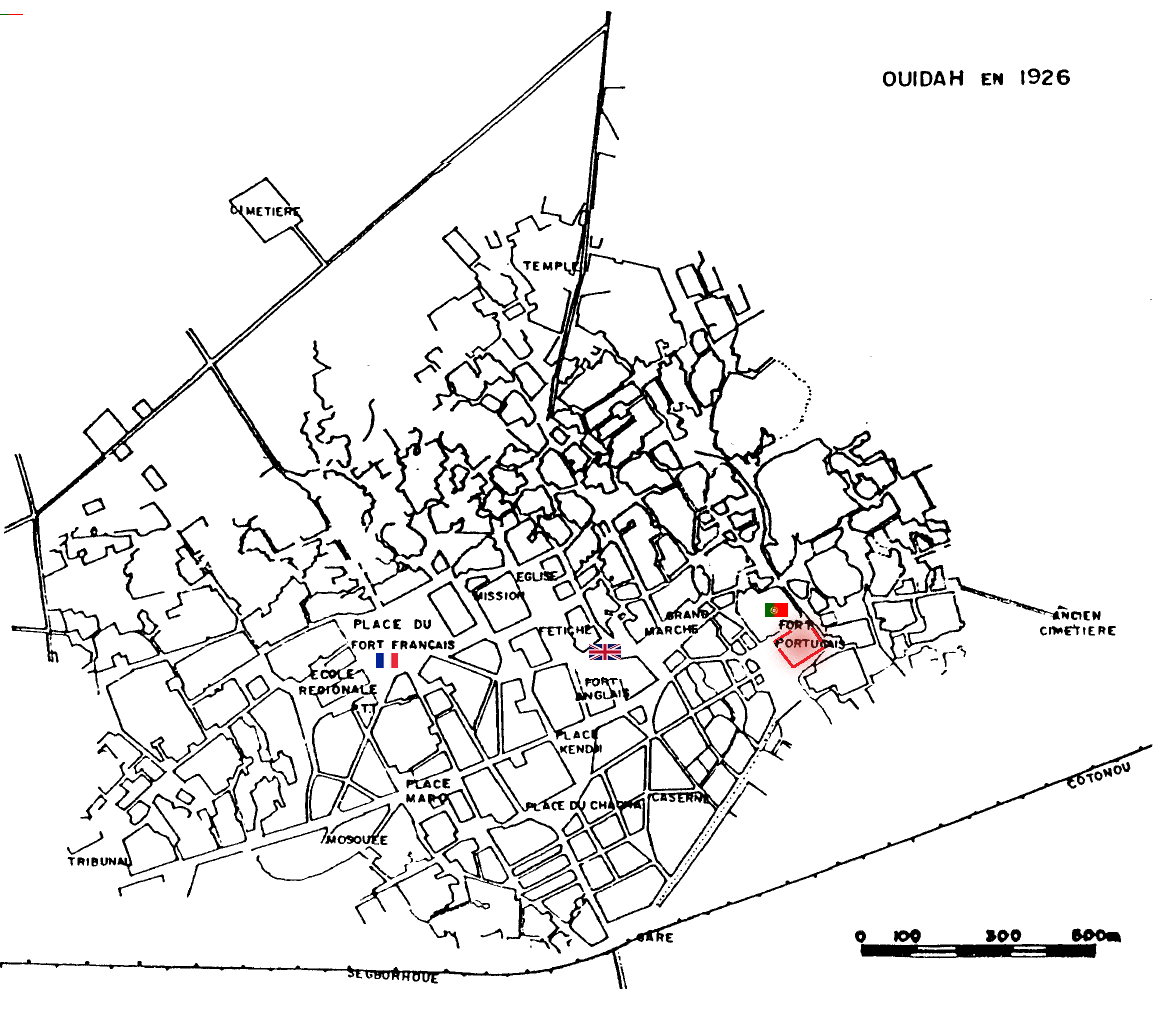
Ubicazione dei forti europei nella città di Ouidah.

Nel 1785 il botanico tedesco Paul Erdmann Isert scrisse a proposito di Ouidah:
A differenza delle imponenti e militarmente più possenti fortezze che si trovavano altrove lungo la costa dell'Africa occidentale, solidamente costruite e ricoperte di tegole, il William's Fort britannico, il Fort Saint-Louis francese e il Forte São João Baptista portoghese, circa 100 m² ciascuno e situati a non più di 500 m l'uno dall'altro, erano stati costruiti in terra cruda dalla manodopera locale e con i metodi tradizionali. Sebbene i fossati fossero profondi 20 piedi, lo spessore delle mura variasse tra i 2 e i 3 metri ed i cannoni in cima ai bastioni rappresentassero un rispettabile potenziale difensivo, non vennero progettati per resistere ad attacchi severi. La copertura in paglia degli edifici li rendeva particolarmente vulnerabili al fuoco, mentre le fortificazioni in terra si deterioravano rapidamente necessitando quindi di constanti opere di ricostruzione: nel XVIII secolo divenne routinario che ogni nuovo comandante si lamentasse del cattivo stato in cui trovava il complesso al suo arrivo. Stante il materiale da costruzione utilizzato, era facile creare o distruggere gli edifici e modificare la forma dei bastioni. Legno e mattoni di produzione locale vennero utilizzati per realizzare gli stipiti delle porte e per rinforzare bastioni e polveriere.
Robin Law, storico esperto della tratta della Costa degli Schiavi, definiva i forti di Ouidah quali "fattorie stabili fortificate".

### Vulnerabilità
I re del Wydah, come in seguito quelli del Regno di Dahomey, non consentirono agli europei di costruire fortezze e fattorie in riva al mare. Per questo il forte di São João Baptista come quelli britannico e francese – situati a circa 4 km nell'entroterra – era particolarmente vulnerabile alle vessazioni dei sovrani e dei loro agenti e dipendeva dalla loro benevolenza. Una memoria presentata al parlamento britannico all'inizio del XVIII secolo si lamentava del fatto che "il possesso di forti attrae le aziende nelle costose complessità della politica africana e richiede il pagamento di affitti, regali, tangenti e prestiti", temi ricorrenti anche ad Ouidah.
L'ingegnere militare portoghese José António Caldas soggiornando a Ouidah intorno al 1759 scrisse che a causa della loro posizione distante dalla spiaggia, i tre forti erano "soggetti agli insulti del re di Dahomey". Ogni dodici mesi il governatore del forte, come i suoi omologhi britannico e francese, era tenuto a recarsi ad Abomey – 100 km a nord di Ouidah – per rendere omaggio al re durante le festività annuali chiamate "costumi". Durante i complessi anni che seguirono alla conquista di Ouidah da parte del re di Dahomey, avvenuta nel 1727, tutti e tre i forti furono in momenti diversi gravemente danneggiati o addirittura distrutti, venendo poi ricostruiti.
Nel 1743 il re Tegbesu fece imprigionare e successivamente espellere João Basilio, governante del forte portoghese, perché sospettava avesse cospirato con i suoi nemici: durante un assalto delle sue truppe il forte stesso venne distrutto dall'esplosione della polveriera. Il re a quel punto temette che i Portoghesi potessero interrompere il commercio ed avviò spontaneamente la ricostruzione del forte, chiedendo perfino al capitano di una nave portoghese una bandiera da piantare sulle rovine. A causa del restrittivo controllo sul commercio degli schiavi da parte dei sovrani del Regno di Dahomey, che ne fecero lievitare il prezzo, nella seconda metà del XVIII secolo si assistette ad un graduale spostamento della tratta verso luoghi a oriente di Ouidah, come Porto-Novo, Badagry e Lagos.

### Abolizione della tratta degli schiavi

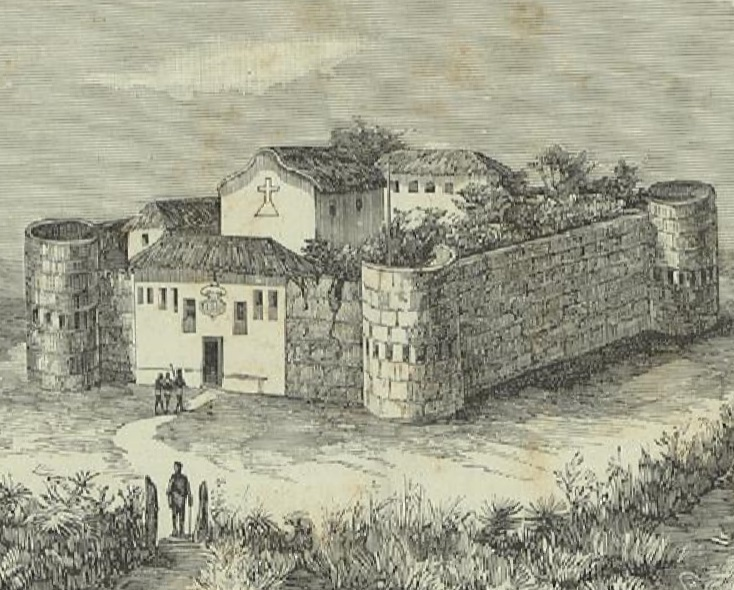
Disegno del forte nel 1886.

L'abolizione della tratta degli schiavi da parte di Regno Unito, Francia e Portogallo avvenuta nei primi anni del XIX secolo causò il sostanziale abbandono dei forti di Ouidah. A partire dal 1830 le società commerciali britanniche e francesi coinvolte nell'attività di esportazione di olio di palma furono autorizzate a creare le loro fattorie nei forti, cosa che non avvenne presso il forte di São João Baptista.
L'ex governatore Francisco Félix de Sousa, originario del Brasile, che aveva inizialmente svolto i ruoli di impiegato e magazziniere presso il forte, avviò invece una nuova tratta degli schiavi, illecita ma tollerata da portoghesi e brasiliani. Nel 1818 aiutò Ghezo – fratello minore del re di Dahomey Adandozan – a salire sul trono, venendo poi da lui proclamato "capitano dei Bianchi": anche chi assunse questo ruolo dopo di lui, come i suoi figli e i suoi nipoti, venne definito "Chachá" (in portoghese Xaxá), suo soprannome. Grazie alla tratta degli schiavi, illegale ma assolutamente in uso, il Chachá, tre dei suoi figli ed altri commercianti afro-brasiliani controllarono gli interessi del Brasile nella Costa degli Schiavi. Nel 1822, all'ottenimento dell'indipendenza del Brasile dal Portogallo, avrebbe issato la bandiera brasiliana sul forte. Quando il Chachá si trasferì in un'altra area di Ouidah il forte rimase abbandonato.

### Seconda occupazione portoghese
Il forte fu rioccupato dal Portogallo nel 1865. Tra il 1885 e il 1887 venne utilizzato come base per il tentativo di imporre un protettorato al Regno di Dahomey, del quale la città di Ouidah continuava ad essere parte. Il forte era probabilmente la più piccola unità politica riconosciuta al mondo: secondo il censimento del 1921 contava 5 abitanti, ridotti a 2 nel 1961.
Nel 1960 la Repubblica del Dahomey proclamò la propria indipendenza ed un anno dopo impose un ultimatum a forte e lo annetté. Il Portogallo riconobbe formalmente il passaggio nel 1975, in seguito al cambio di regime sopravvenuto con la rivoluzione dei garofani.

## Descrizione
Il forte è costituito da una piccola piazza con torri ai quattro angoli; comprende una chiesa e gli alloggi per gli ufficiali. Il complesso ospita il Museo della storia di Ouidah (in francese Musee d'histoire de Ouidah).

## Influenza culturale
Il libro di Bruce Chatwin del 1980 Il viceré di Ouidah è una rivisitazione in chiave romanzata della vita di Francisco Félix de Sousa, governatore del forte e capostipite della potente famiglia Sousa del Benin. Elemento centrale del testo è la tratta degli schiavi con il Brasile nel XIX secolo; il libro ripercorre le vicende del protagonista e della famiglia Sousa sino al periodo post coloniale del Benin .

## Galleria d'immagini

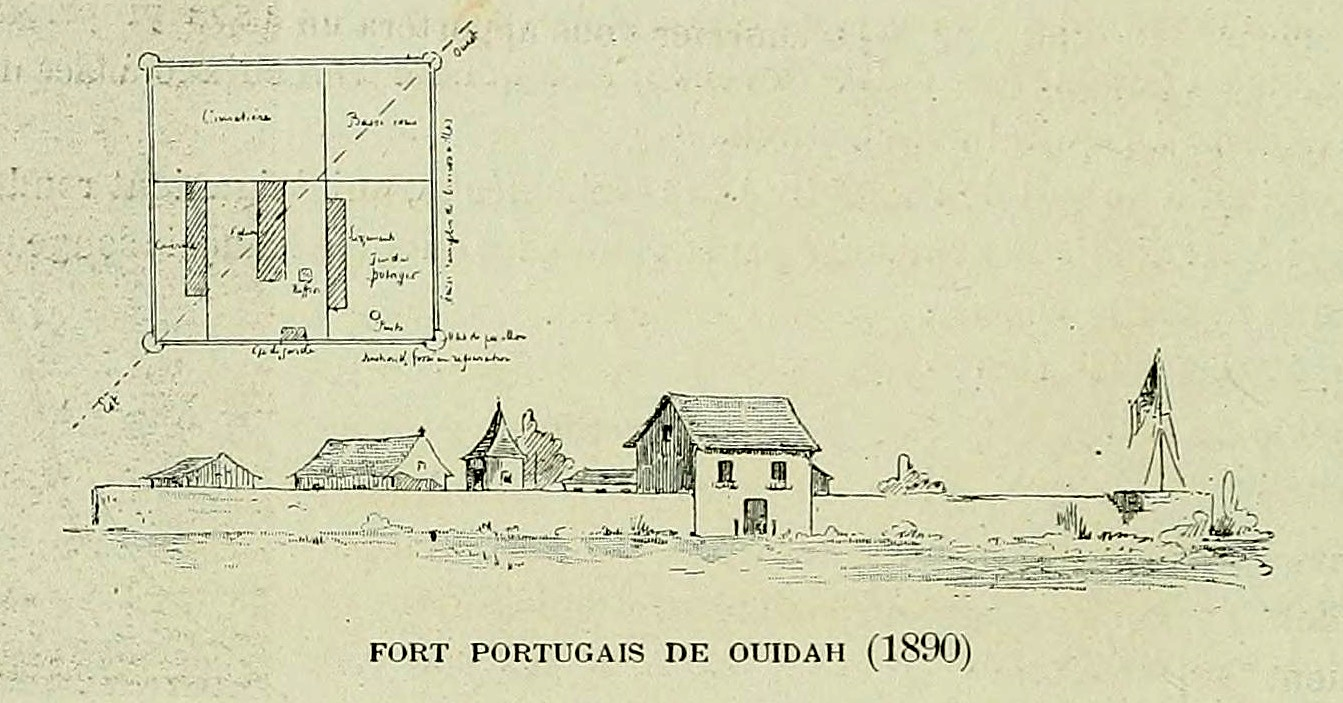
Disegno del forte nel 1890.
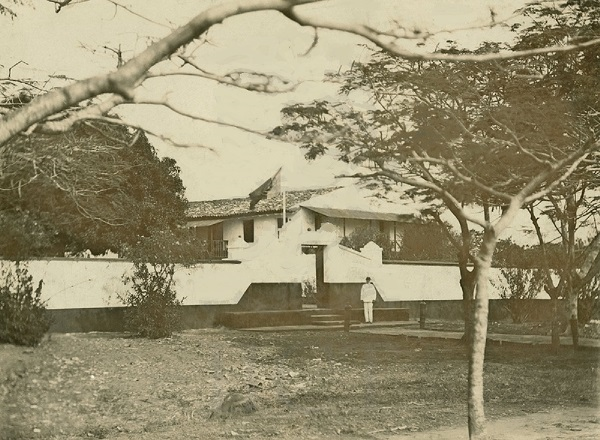
Il forte nel 1917.
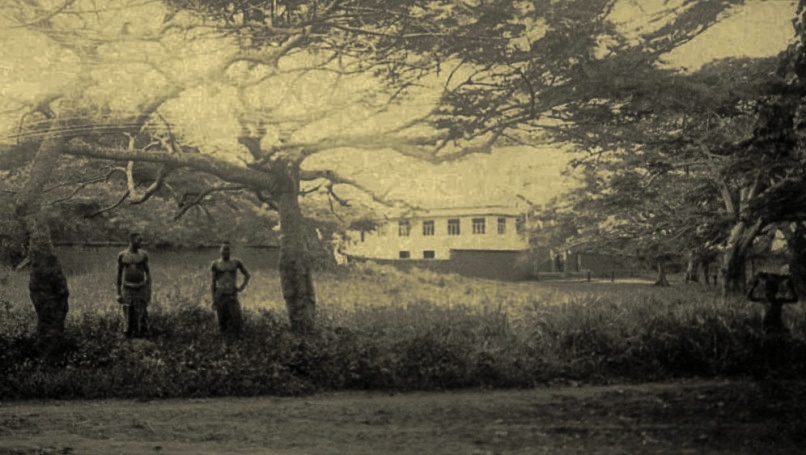
Il forte nel 1932.
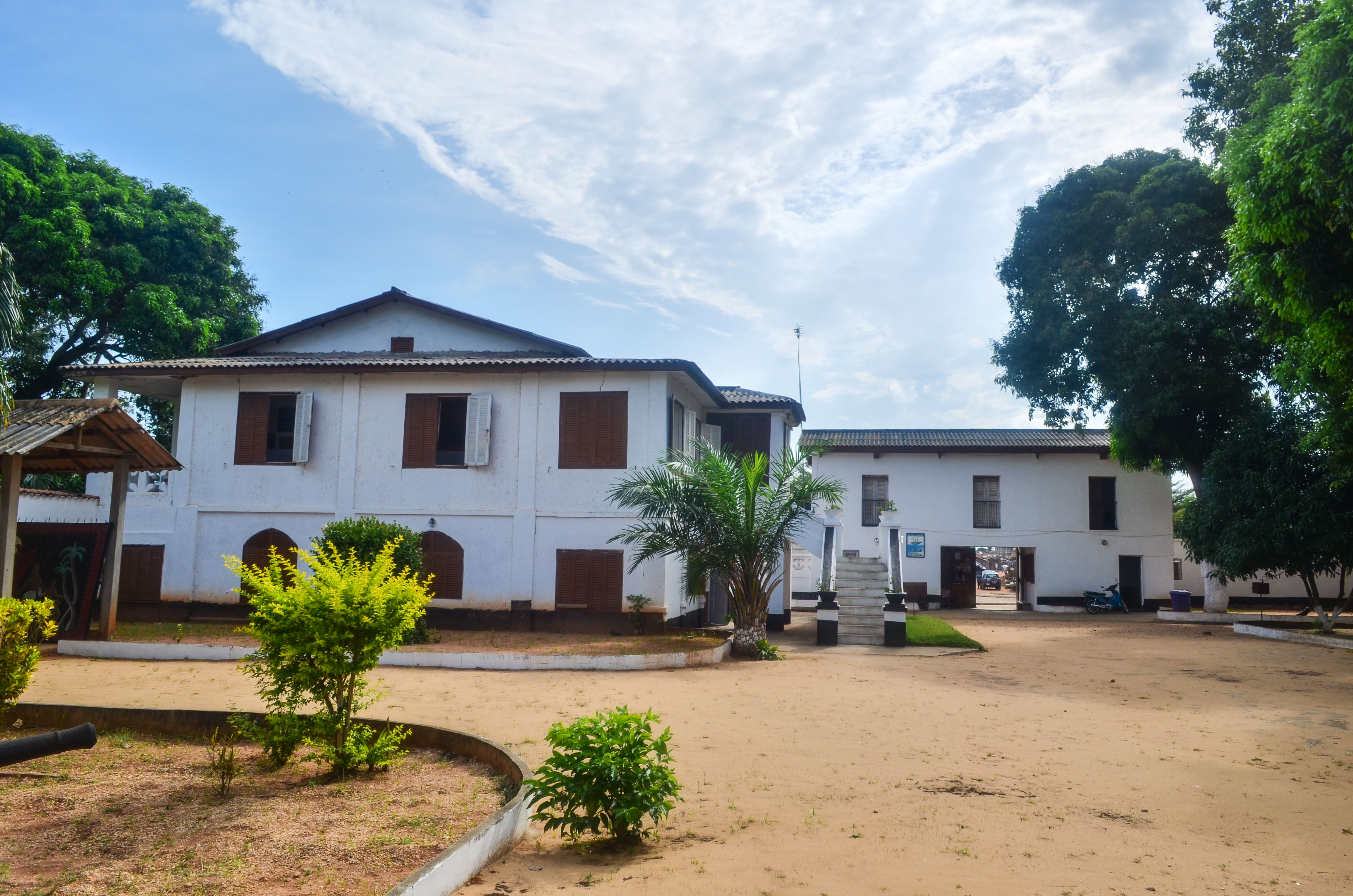
Il palazzo del governatore nel 2013.
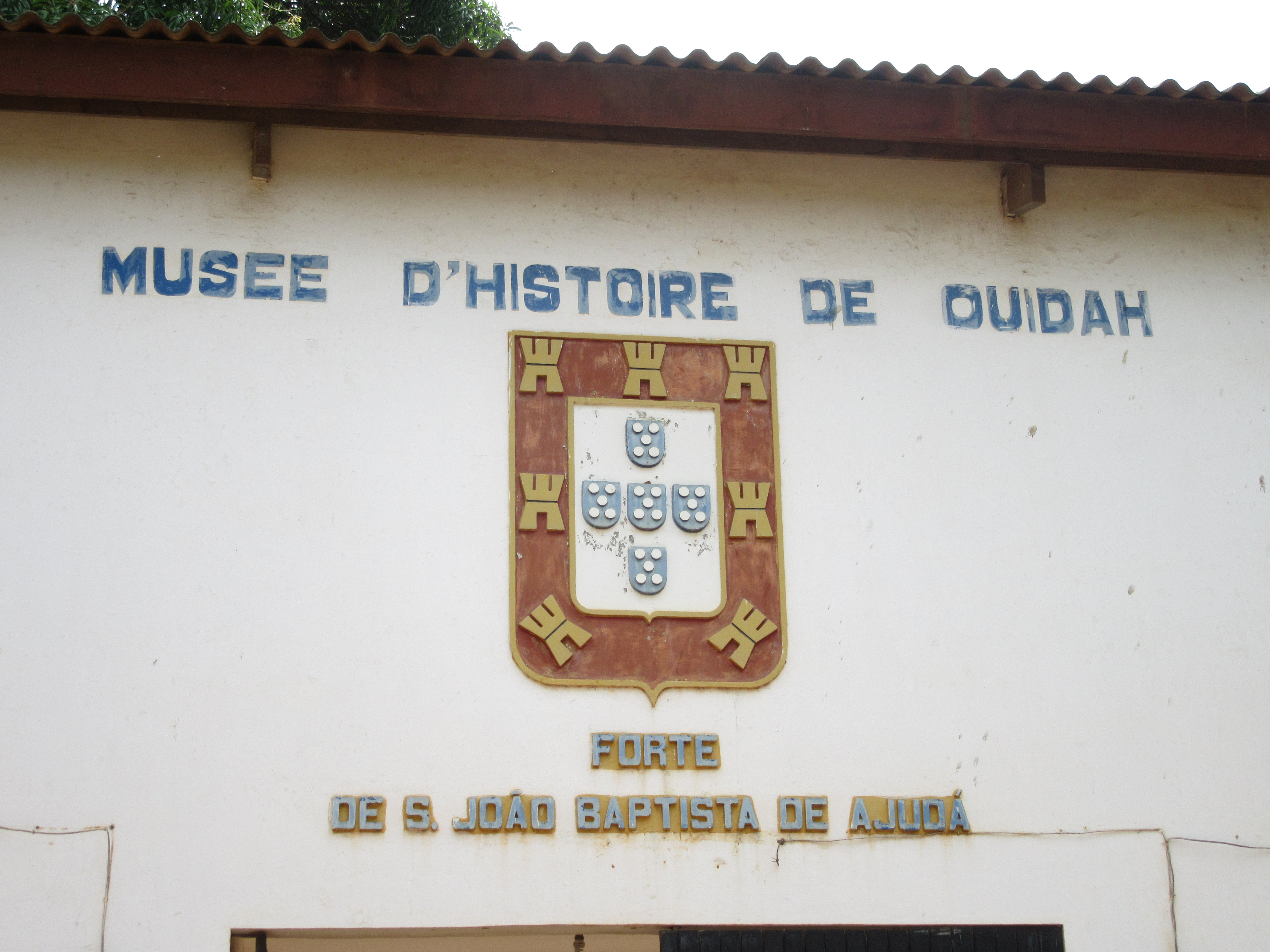
Ingresso del forte nel 2019.